# Torneio de Roland Garros de 2005
O Torneio de Roland Garros de 2005 foi um torneio de tênis disputado nas quadras de saibro do Stade Roland Garros, em Paris, na França, entre 23 de maio e 5 de junho. Corresponde à 38ª edição da era aberta e à 104ª de todos os tempos.

## Finais

### Profissional
| Categoria | Evento    | Campeã(s)(o/ões)                    | Vice-campeã(s)(o/ões)            | Resultado           | Chave(s)  | Chave(s)       |
| --------- | --------- | ----------------------------------- | -------------------------------- | ------------------- | --------- | -------------- |
| Simples   | Masculino | Rafael Nadal                        | Mariano Puerta                   | 66–7, 6–3, 6–1, 7–5 | principal | qualificatório |
| Simples   | Feminino  | Justine Henin                       | Mary Pierce                      | 6–1, 6–1            | principal | qualificatório |
| Duplas    | Masculino | Jonas Björkman Max Mirnyi           | Bob Bryan Mike Bryan             | 2–6, 6–1, 6–4       | principal | principal      |
| Duplas    | Feminino  | Virginia Ruano Pascual Paola Suárez | Cara Black Liezel Huber          | 4–6, 6–3, 6–3       | principal | principal      |
| Duplas    | Misto     | Daniela Hantuchová Fabrice Santoro  | Martina Navrátilová Leander Paes | 3–6, 6–3, 6–2       | principal | principal      |

### Juvenil
| Categoria | Evento    | Campeã(s)(o/ões)               | Vice-campeã(s)(o/ões)           | Resultado     | Chave(s)  | Chave(s)       |
| --------- | --------- | ------------------------------ | ------------------------------- | ------------- | --------- | -------------- |
| Simples   | Masculino | Marin Čilić                    | Antal van der Duim              | 6–3, 6–1      | principal | qualificatório |
| Simples   | Feminino  | Ágnes Szávay                   | Ioana Raluca Olaru              | 6–2, 6–1      | principal | qualificatório |
| Duplas    | Masculino | Emiliano Massa Leonardo Mayer  | Sergei Bubka Jérémy Chardy      | 2–6, 6–3, 6–4 | principal | principal      |
| Duplas    | Feminino  | Victoria Azarenka Ágnes Szávay | Ioana Raluca Olaru Amina Rakhim | 4–6, 6–4, 6–0 | principal | principal      |